# Michael Illner
Michael Illner (* 1962 in Ost-Berlin) – auch bekannt als Michael Vershinin –  ist ein deutscher Drehbuchautor und Adolf-Grimme-Preisträger. Seit einigen Jahren bevorzugt er auch bei Drehbuchautorangaben den neuen Ehenamen Michael Vershinin.

## Leben
Illner wurde 1962 im Berliner Bezirk Köpenick geboren. Von August 1990 bis Dezember 1991 moderierte er mit Andrea Kiewel die Regionalsendung Landesschau für Brandenburg. 1993 erhielt Illner den nationalen Deutschen Krimi Preis gemeinsam mit Leo P. Ard für den Krimi Gemischtes Doppel. Gemeinsam erhielten sie auch den Adolf-Grimme-Preis mit Gold für die Folge Totes Gleis der Fernsehkrimireihe Polizeiruf 110 (zusammen mit Bernd Böhlich, Otto Sander und Ben Becker). Die Krimiserie Balko entstand nach einer Idee von Leo P. Ard und Michael Illner. Weitere langjährige Co-Autoren sind Scarlett Kleint und Alfred Roesler-Kleint. Für den deutschen Fernsehfilm Küss mich, Genosse! aus dem Jahr 2007 schrieb Illner das Drehbuch gemeinsam mit Rodica Doehnert. Der Autor hat Credits für über 200 Serienepisoden und über 40 TV-Filme.
Von 1988 bis 2007 war er mit der Journalistin und Fernsehmoderatorin Maybrit Illner verheiratet. 2012 heiratete er die russische Musikpädagogin und Pianistin Natasha Vershinina.

## Filmografie

### Fernsehserien
- 1995–1996: Zappek (10 Episoden, Co-Autor: Leo P. Ard)
- 1995–2006: Balko (124 Episoden, Co-Autor: Leo P. Ard)
- 1997–2005: SK Kölsch (10 Episoden)
- 1999–2000: Die Cleveren (2 Episoden)
- 2003: Nicht ohne meinen Anwalt (Pilotfilm und 10 Episoden, Co-Autorin: Scarlett Kleint)
- 2007–2008: Der Kriminalist (2 Episoden)
- 2007–2014: SOKO Köln (14 Episoden)
- 2008: Dell & Richthoven (Pilotbuch und eine Episode)
- 2010–2013: Der letzte Bulle (5 Episoden)
- 2011: Nordisch Herb (3 Episoden)
- 2012: Akte Ex – Der fröhliche Mönch

### Fernsehreihen
- 1994–2003: Polizeiruf 110 (11 Folgen)
- 1994: Polizeiruf 110 – Totes Gleis
- 1994: Polizeiruf 110 – Opfergang
- 1997: Tatort – Undercover-Camping
- 1997–2013: Stubbe – Von Fall zu Fall (12 Folgen)
  - 2003: Tödlicher Schulweg
  - 2004: Tödliches Schweigen
  - 2006: Schwarze Tulpen
  - 2013: Tödliche Bescherung
- 1998: Polizeiruf 110: Das Wunder von Wustermark
- 2000: Ein starkes Team – Kleine Fische, große Fische
- 2001: Polizeiruf 110: Seestück mit Mädchen
- 2004: Inspektor Rolle – Tod eines Models
- 2010: Mit Herz und Handschellen – Todfeinde
- 2012: Inga Lindström – Sommer der Erinnerung (Co-Autorin: Scarlett Kleint)
- 2014: Tatort: Weihnachtsgeld
- seit 2014: Der Usedom-Krimi (Co-Autoren: Scarlett Kleint und Alfred Roesler-Kleint)
  - 2014: Mörderhus (Folge 1)
  - 2015: Schandfleck (Folge 2)
  - 2016: Engelmacher (Folge 3)
  - 2017: Nebelwand ] (Folge 4)
  - 2017: Trugspur (Folge 5)
  - 2019: Winterlicht (Folge 6)
  - 2019: Geisterschiff (Folge 7)
  - 2020: Schmerzgrenze (Folge 12)
  - 2021:  Ungebetene Gäste (Folge 15)
  - 2022:  Am Ende einer Reise (Folge 19)
  - 2023:  Friedhof der Welpen (Folge 20)
  - 2023:  Schlepper (Folge 22)
- seit 2017: Praxis mit Meerblick
  - 2017: Willkommen auf Rügen (Folge 1)
  - 2018: Brüder und Söhne (Folge 2)
  - 2018: Der Prozess (Folge 3)
  - 2019: Unter Campern (Folge 4)
  - 2019: Der einsame Schwimmer (Folge 5)
  - 2020: Alte Freunde (Folge 7)
  - 2021: Herzklopfen (Folge 10)
  - 2022: Was wirklich zählt (Folge 14)
  - 2024: Schiffbruch (Folge 21)
  - 2025: Volle Kraft voraus (Folge 23)
  - 2025: Neun Leben (Folge 25)
- seit 2020: Ein Krimi aus Passau
  - 2020: Freund oder Feind
  - 2020: Die Donau ist tief
  - 2022: Zu jung zu sterben
  - 2022: Der Fluss ist sein Grab
  - 2024: Zeit zu beten
- seit 2021: Breisgau
  - 2021: Bullenstall (Co-Autor: Andreas Heckmann)
  - 2022: Nehmen und Geben (Co-Autor: Andreas Heckmann)

### Fernsehfilme
- 1998: Ufos über Waterlow
- 1998: Der Kinderhasser (Co-Autor Leo P. Ard)
- 2000: Krieger und Liebhaber
- 2000: Kinderraub in Rio (Co-Autorin: Scarlett Kleint)
- 2000: Mutter wider Willen (Co-Autorin: Scarlett Kleint)
- 2000: Verbotenes Verlangen (Co-Autorin: Scarlett Kleint)
- 2001: Ich bring dich hinter Gitter
- 2002: Verrückt ist auch normal (Co-Autor: Alfred Roesler-Kleint)
- 2005: Das Schwalbennest (Co-Autor: Alfred Roesler-Kleint)
- 2007: Küss mich, Genosse! (Co-Autorin: Rodica Doehnert)
- 2007: Die Co-Piloten (Co-Autorin: Marion Gaedicke)
- 2008: Stürmische Zeiten (Co-Autor: Alfred Roesler-Kleint)
- 2011: Stilles Tal (Co-Autor: Alfred Roesler-Kleint)
- 2020: Ziemlich russische Freunde (Co-Autor: Heino V. Kronberg)

## Theater
- 2010: La clemenza di Tito (Libretto-Bearbeitung) Regie: Christoph Hagel[5]